# Corky Calhoun
David L. „Corky” Calhoun (ur. 1 listopada 1950 w Waukegan) – amerykański koszykarz, występujący na pozycji niskiego skrzydłowego, mistrz NBA z 1977.

## Osiągnięcia
NCAA
- Uczestnik:
  - rozgrywek Elite 8 turnieju NCAA (1971, 1972)
  - turnieju NCAA (1970–1972)
- Mistrz sezonu regularnego Ivy League (1970–1972)
- Laureat Robert V. Geasey Trophy (1972)[2]

NBA
- Mistrz NBA (1977)[1]